# Banachiewicz (cráter)
Banachiewicz es un cráter de impacto muy degradado que se encuentra cerca de la extremidad oriental de la Luna. Las porciones del borde oeste y sudoeste todavía perduran en forma de crestas bajas en la superficie, mientras que el resto es una mezcla de terreno irregular con poca definición. Hay dos pequeños cráteres de impacto en su interior: Banachiewicz B es adyacente al borde occidental, mientras que el cráter Knox-Shaw (más pequeño) se encuentra más cerca al punto medio.

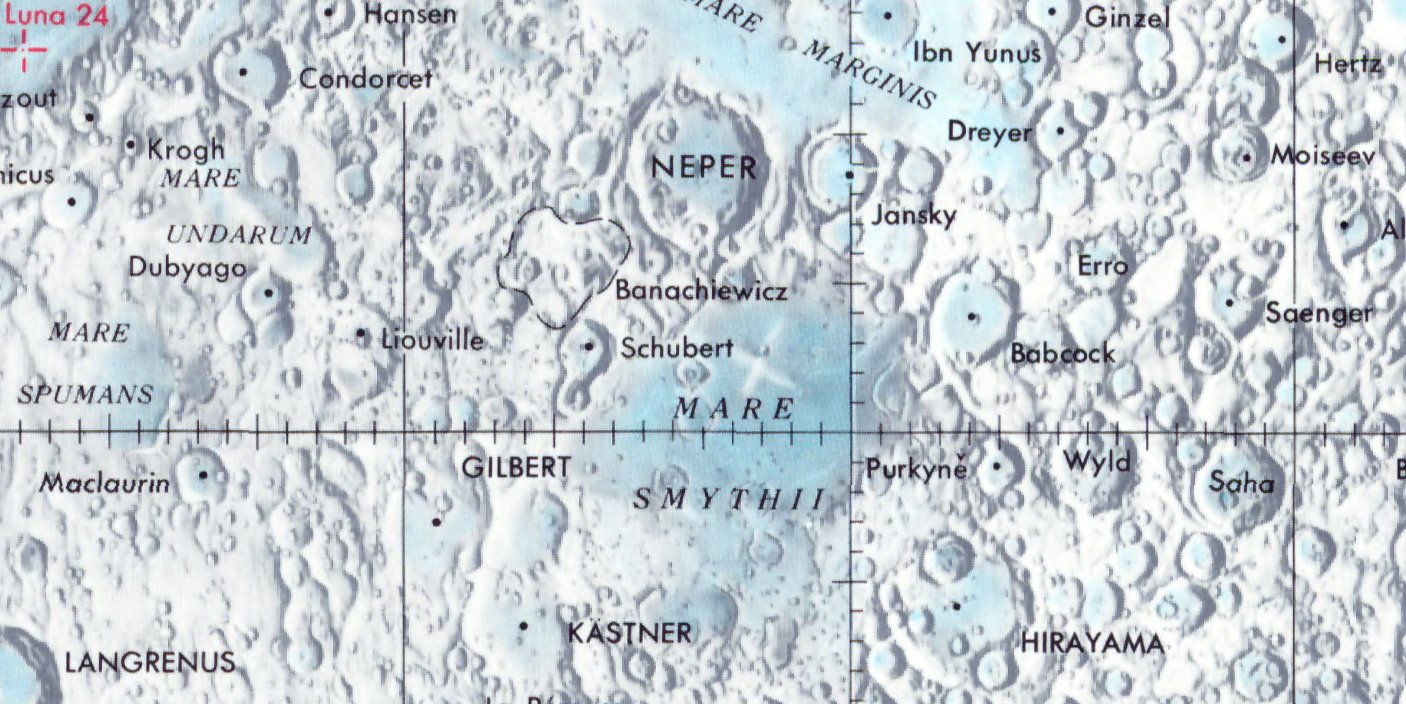
Localización de Banachiewicz (centro de la imagen)

Justo al noreste de esta formación se halla la gran llanura amurallada del cráter Neper, que se encuentra en el extremo sur del Mare Marginis. El cráter Schubert se encuentra al sur de Banachiewicz, mientras que Schubert E se inserta en el exterior del borde occidental.

## Cráteres satélite

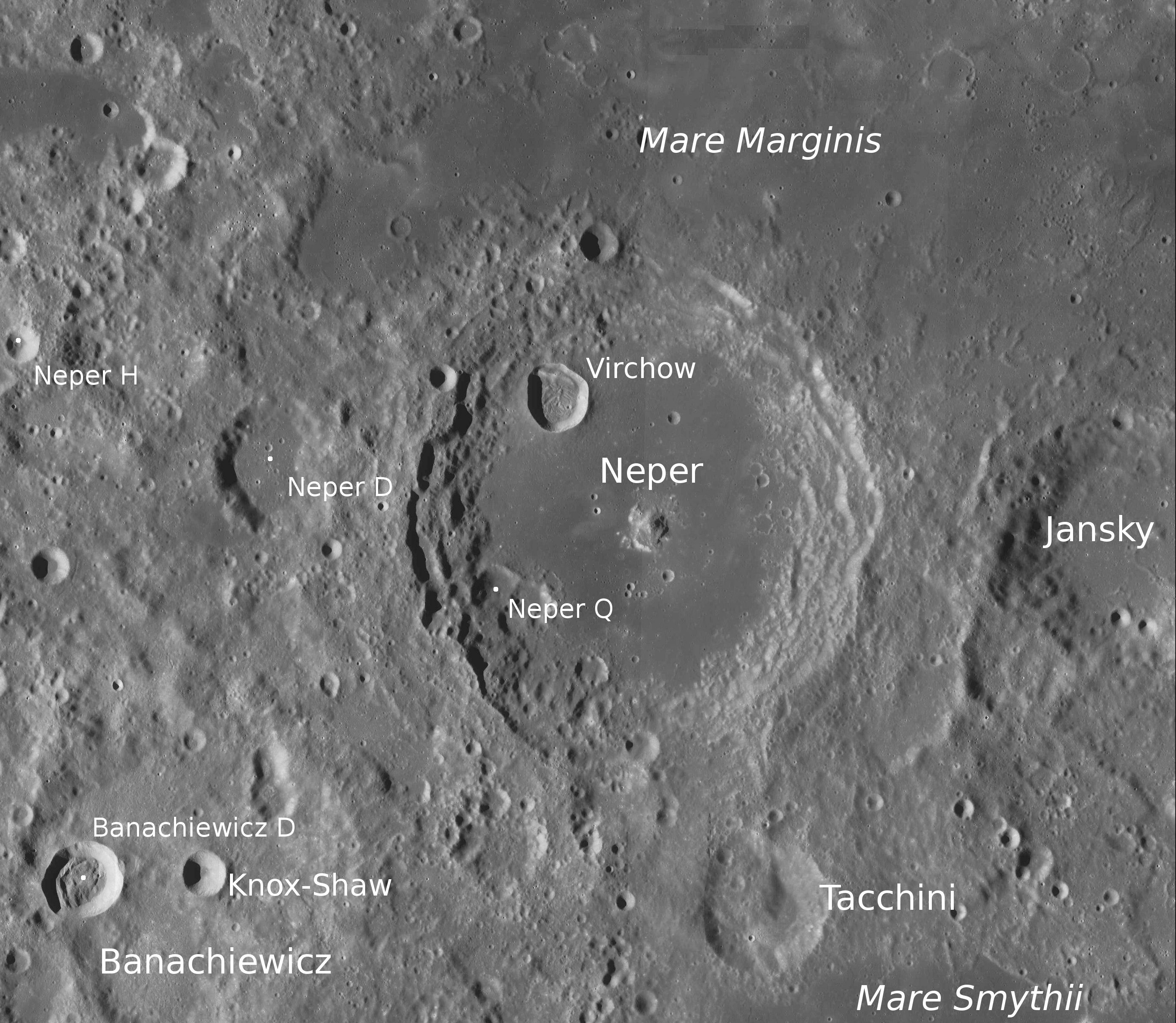
Fotografía de la misión Lunar Reconnaissance Orbiter

Por convención estos elementos son identificados en los mapas lunares poniendo la letra al lado del punto medio del cráter que está más cerca de Banachiewicz.
|              | \| Banachiewicz \| Coordenadas \| Diámetro \| \| ------------ \| -------------------------- \| -------- \| \| B \| 5°18′N 78°54′E / 5.3, 78.9 \| 24 km \| \| C \| 7°00′N 75°24′E / 7.0, 75.4 \| 19 km \| \| E \| 7°30′N 74°42′E / 7.5, 74.7 \| 7 km \| |          |
| Banachiewicz | Coordenadas | Diámetro |
| B            | 5°18′N 78°54′E / 5.3, 78.9 | 24 km    |
| C            | 7°00′N 75°24′E / 7.0, 75.4 | 19 km    |
| E            | 7°30′N 74°42′E / 7.5, 74.7 | 7 km     |

El cráter siguiente ha sido renombrado por la UAI:
- Banachiewicz F— Ver: Cráter Knox-Shaw